# HMCS Magnificent
«Магнифисент» (англ. Magnificent — «великолепный», «блистательный») — лёгкий авианосец типа «Маджестик», состоявший на вооружении КВМС Канады. Постройка авианосца была начата для КВМС Великобритании в годы Второй мировой войны, в 1943 году, однако с окончанием войны его строительство, как и других представителей типа, было остановлено. В 1948 году недостроенный авианосец был приобретён КВМС Канады и закончен уже для них, причём, в отличие от большинства представителей типа, по первоначальному проекту. В КВМС Канады первоначально получил номер CVL-21и первоначально использовался в роли авианосца, но с 1954 получил номер RML 21 и использовался в основном в роли авиатранспорта и войскового транспорта. В этом качестве авианосец применялся в ходе Суэцкого кризиса, перевозя канадский контингент международных сил. 14 июня 1957 года «Магнифисент» был возвращён Великобритании, где был сразу выведен в резерв, в котором он простоял до снятия с вооружения в 1961 году и продажи на слом в июне 1965 года.